# Angus & Julia Stone
Angus & Julia Stone è un duo australiano proveniente da Newport, sulle spiagge a nord di Sydney. Si sono formati nel 2005, i loro genitori erano entrambi musicisti e suonavano musica folk prima ancora che Angus e Julia nascessero.

## Storia del gruppo

### I primi anni e lo stile musicale
Angus e Julia cominciarono a collaborare, con i loro rispettivi stili musicali, all'inizio del 2006. Prima di questo, si esibivano come artisti solisti, soprattutto nelle serate "open mic", ovvero degli eventi dove musicisti e cantanti sconosciuti possono iscriversi per cantare e suonare dal vivo.
Suonarono per la prima volta insieme al Coogee Bay Hotel a Sydney, nel 2005, con Julia che fece da supporto ad Angus.
Sia Angus che Julia hanno un particolare stile vocale, molto apprezzato dalla critica internazionale.

### 2006:Chocolates and Cigarettes and Heart Full of Wine EPs
Angus e Julia iniziano a registrare il loro primo EP Chocolates and Cigarettes and Heart Full of Wine EPs nel marzo del 2006. È stato ufficialmente pubblicato il 26 agosto 2006. Il loro primo singolo Paper Aeroplane è stato lanciato da una radio australiana nel mese di aprile, su una radio locale dell'FBI.
Nello stesso mese, Angus e Julia suonano al The Great Escape Festival a Sydney, in Australia.
Alla fine del 2006, il duo firma un accordo con Sony / ATV Music Publishing.

### 2007–2009:A Book Like This
Nel 2007 il loro singolo Paper Aeroplane raggiunge la posizione 43 nella Triple J Hottest 100.
Angus e Julia pubblicano il loro album di debutto A Book Like This l'8 settembre 2007, in Australia, L'album debutta al numero 6 e si aggiudicano il disco di Platino.
Il disco viene pubblicato anche nel Regno Unito, nel marzo del 2008. La stampa britannica esalta il duo, e un recensore di "The Guardian" afferma: "Angus e Julia Stone riempie il (mio) cuore fino a scoppiare di gioia".
Nel marzo del 2009, A Book Like This viene pubblicato anche negli Stati Uniti.

### 2009–2010:Down the Way
Angus e Julia Stone trascorrono la maggior parte del 2009 a scrivere, registrare e autoprodurre Down the Way.
Il 18 novembre 2009, Angus e Julia presentano in anteprima il singolo And the Boys e dichiarano che il prossimo album si sarebbe chiamato Down the Way e sarebbe uscito a marzo del 2010 in corrispondenza con un tour australiano.
A proposito del nuovo album, Angus dichiara: "Tutte le canzoni che sono state scritte fino ad ora, hanno stili e atmosfere diverse dai precedenti."
Il primo singolo And the Boys è diventato il secondo singolo di Angus & Julia Stone ad entrare nella top 50 delle classifiche ARIA.

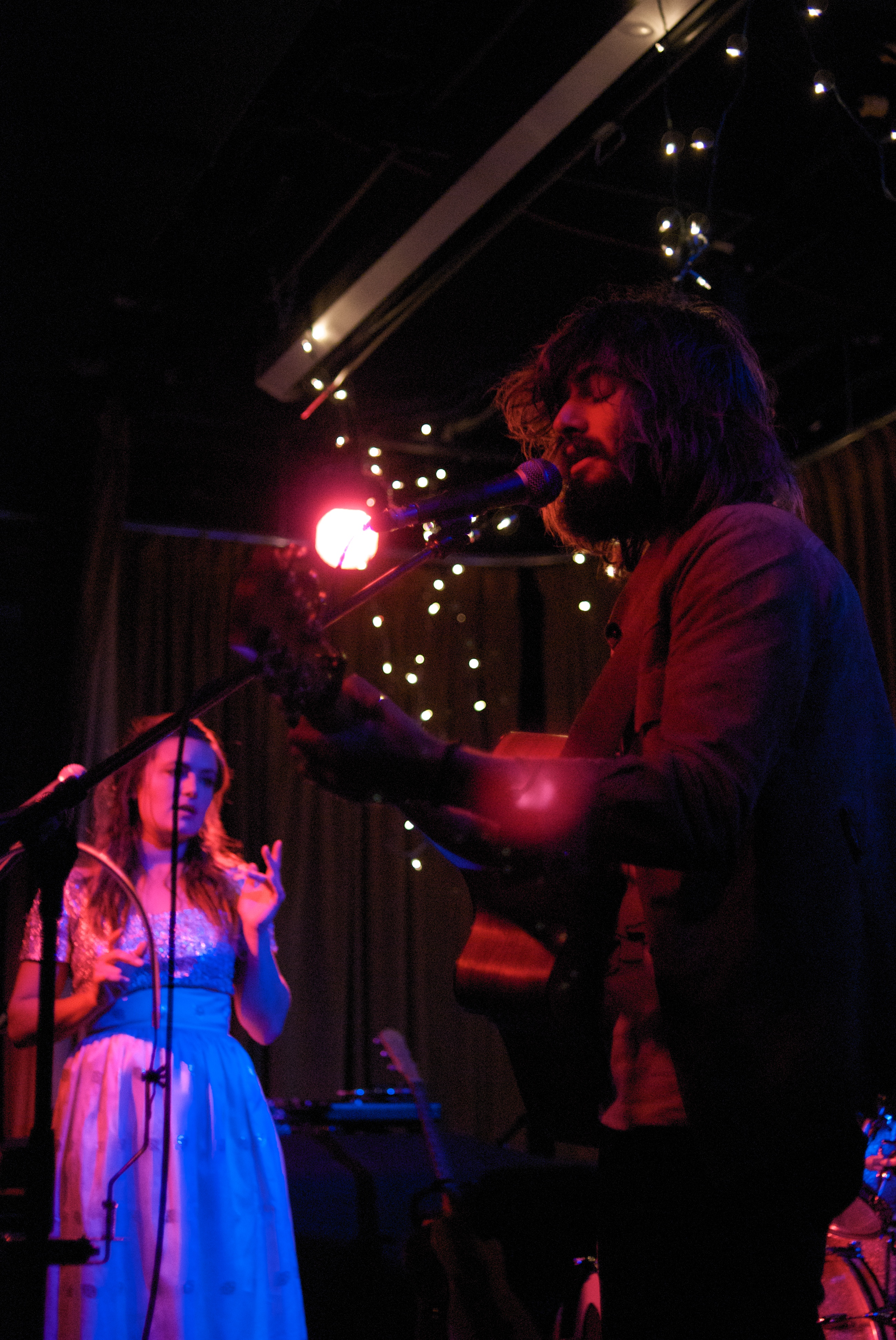

### 2010:Big Jet PlaneeThe Memory Machine
Nel maggio del 2010, pubblicano Big Jet Plane EP, ed è caratterizzato da una cover di Julia dei Grease, You're the One That I Want.
In un'intervista di una edizione australiana della rivista Rolling Stone, Julia ha rivelato di aver registrato un album solista a New York, alla fine del 2008. La sua canzone This Love appare nel film australiano, "The Waiting City". Il suo album, The Memory Machine, viene pubblicato ad ottobre del 2010. Lei descrive l'album come dolce, ma con un tono un po' più scuro e schivo.
Nel 2010 vincono tre premi per ARIA come "album dell'anno", "miglior album alternativo" e" singolo dell'anno", in aggiunta ai premi Artisan per "produzione dell'anno" e "miglior cover art".

### 2011-2013: Tour in Australia, Stati Uniti, Gran Bretagna ed Europa e progetti solisti
Nel gennaio del 2011, la loro canzone Big Jet Plane viene annunciata come numero 1 su Triple J Hottest 100.
In un'intervista a Rolling Stone, il duo ha confermato che avevano le canzoni già scritte per il loro terzo album, e Angus afferma: "Voglio scrivere roba che mi fa muovere, roba più groove-based".
A luglio del 2011, la band va in tour in sei paesi diversi: Portogallo, Paesi Bassi, Belgio, Francia, Svizzera e Italia. I due pianificano viaggi e vacanze all'estero per il resto dell'anno, ma anche la scrittura e la registrazione di nuovi pezzi. Secondo Triple J, con lo scopo di far ascoltare nuova musica entro la fine del 2012.
Il 26 settembre 2011, il singolo Love Will Take You viene annunciato come il secondo brano nella colonna sonora dell'ultimo film della Saga di Twilight, Breaking Dawn - Parte 1. Lo stesso giorno, la band è stata selezionata come top ten nella MTV "Best New Band in the World! - 2011".
Il 2012 è l'anno dei progetti solisti. Angus Stone, infatti, pubblica Broken Brights, il suo primo album, composto da 13 tracce (più 1 bonus), ricevendo la nomination come "Best Blues & Roots Album" agli ARIA Music Awards, e "Miglior Album" agli AMP Awards. Julia Stone, invece, pubblica By The Horns, il suo secondo album da solista, composto da 10 tracce (più 4 bonus), debuttando al numero 11 nella ARIA Albums Chart. Ha lavorato all'album in California, Francia, Australia e India.

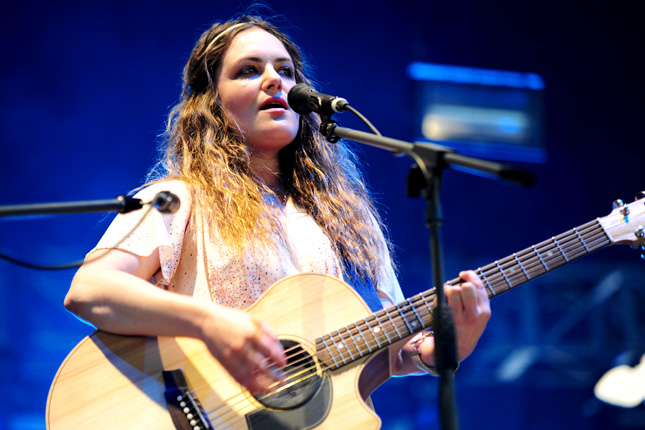

### 2014: Il nuovo albumAngus & Julia Stone
Il duo ha iniziato a lavorare con Rick Rubin a Malibu nel mese di aprile 2014. Il 17 aprile, Julia ha twittato dal suo account "Up at the studio in Malibu. Recording with me brethren and the man of wonder Rick for the new album".
Il 27 maggio 2014 viene trasmesso in radio il primo singolo estratto dall'album, 'Heart Beats Slow', mentre sul loro canale YouTube viene pubblicato l'8 luglio il secondo singolo 'A Heartbreak'. L'album Angus & Julia Stone è disponibile dal 1º agosto 2014.
I video dei primi tre singoli messi sul mercato, 'Heart Beats Slow', 'A HeartBreak' e 'Get Home' sono stati diretti da Jessie Hill.
L'album riceve un ottimo riscontro dalla critica e dal pubblico, raggiungendo la top 10 in diversi paesi tra cui Francia, Germania, Paesi Bassi e Nuova Zelanda.
Nel 2014 parte il loro tour mondiale che durerà fino ad Ottobre 2015. L'1 e il 2 luglio 2015 si sono esibiti in Italia, a Milano e a Roma.

### 2017:Snow
Il 15 Settembre 2017 Angus & Julia Stone rilasciano il loro quarto album in studio.

### 2021:Life is Strange
Il 20 agosto 2021, Angus e Julia Stone pubblicarono Life is Strange, la loro prima release con l'etichetta discografica BMG. L'album è stato presentato come "inaspettato, incustodito, indimenticabile" ed è guidato dal primo singolo "Love Song".

## Discografia

### Album
- A Book Like This (2007)
- Down the Way (2010)
- Angus & Julia Stone (2014)
- Snow (2017)
- Life Is Strange (2021) - colonna sonora

### Compilations
- "For You" Boxset (2010) - Contiene A Book Like This, Down The Way and Memories of An Old Friend

### EP
- Chocolates and Cigarettes EP (26 agosto 2006)
- Heart Full of Wine EP (2007)
- The Beast EP
- Hollywood EP
- Live Session (iTunes Exclusive) (2009)
- And the Boys EP (12 dicembre 2009)
- Big Jet Plane EP
- iTunes Live: Live from Sydney (ottobre 2010)